# Georg August Koch
Georg August Koch, född 15 januari 1883 i Kassel, död 25 december 1963 i Berlin, var en tysk skådespelare.

## Filmografi
- 1923 - Storhertigens finanser
- 1948 - Storstadsmelodi